# Asparagus sp. nov. A
Asparagus sp. nov. A là một loài thực vật thuộc họ Asparagaceae. Đây là loài đặc hữu của Yemen. Môi trường sống tự nhiên của chúng là rừng khô nhiệt đới hoặc cận nhiệt đới.